# Melanthrips fuscus
Melanthrips fuscus är en insektsart som först beskrevs av Stutzer 1776. Enligt Catalogue of Life ingår Melanthrips fuscus i släktet Melanthrips och familjen Melanthripidae, men enligt Dyntaxa är tillhörigheten istället släktet Melanthrips och familjen rovtripsar. Arten är reproducerande i Sverige. Inga underarter finns listade i Catalogue of Life.